# Rebeca Gyumi
Rebeca Z. Gyumi (Dodoma, 1986) es una abogada y activista tanzana, fundadora y directora ejecutiva de Msichana Initiative.

## Trayectoria
Nació en Dodoma, Tanzania. Asistió al colegio Mazengo, en Dodoma, para cursar su educación primaria. Realizó estudios de educación secundaria en Kikuyu Day Secondary, en Dodoma, y posteriormente fue al Instituto Kilakala  en Morogoro para el nivel secundario. Luego fue a la Universidad de Dar Es Salaam, donde se graduó en Derecho.
Rebeca Gyumi es fundadora y directora ejecutiva de Msichana Initiative, una ONG local que tiene como objetivo empoderar a las niñas a través de la educación y abordar los desafíos importantes que limitan su derecho a la educación. Ha trabajado durante más de 8 años con Femina, una organización enfocada en la juventud, ha sido una persona conocida en la televisión y defensora de la juventud. Rebeca, abogada de profesión, ganó un caso histórico sobre matrimonios infantiles gracias a la petición que presentó ante el Tribunal Superior de Tanzania para impugnar la Ley de Matrimonio de Tanzania de 1971, que permitía casarse a niñas de tan solo 14 años. La sentencia elevó la edad mínima para contraer matrimonio a 18 años, tanto para niños como para niñas.
Rebeca tiene una gran experiencia de trabajo sobre la participación y defensa de los derechos de los jóvenes; ha estado a la vanguardia en la defensa sobre diversas cuestiones que afectan a la juventud, a través de sus iniciativas, tanto de forma individual, como a través de las organizaciones de las que ha sido miembro y embajadora.
Ha viajado a diferentes lugares de Tanzania para interactuar con jóvenes y abordar con ellos sus problemas más urgentes, desde el compromiso cívico, la salud y los derechos sexuales y reproductivos hasta el empoderamiento económico. Su carácter audaz a la hora de hablar en favor de los problemas de la juventud en Tanzania, le dio una plataforma para formar parte de paneles de discusión y facilitar diferentes foros nacionales e internacionales centrados en los jóvenes y las niñas.
Se ganó la confianza de muchos jóvenes en Tanzania, lo que la llevó a convertirse en presidenta, moderadora y miembro de la junta directiva de varias iniciativas juveniles. Rebeca fue vicepresidenta de la Asociación de Antiguos Alumnos de Estados Unidos de Tanzania (TUSSAA), embajadora de la etapa de Trek4Mandela en Tanzania y es miembro de la junta directiva del proyecto Oportunidades para el Empleo Juvenil (OYE) de SNV-Países Bajos. Presidió y moderó el Foro Nacional de Constitución de la Juventud en julio de 2013. El foro reunió a jóvenes de Tanzania continental y de Zanzíbar para debatir, evaluar y aprobar el proyecto de la Constitución y elaborar recomendaciones para su difusión a la comisión de reforma.
Presidió el Consorcio Nacional de OSC de Juventud, que defendió la promulgación del Consejo Nacional de la Juventud, lo que llevó a la incorporación del Consejo Nacional de la Juventud en la propuesta la Constitución y a la aprobación del proyecto de ley, por el Parlamento de la República Unida de Tanzania. En 2015, dirigió una campaña electoral sobre el poder de la juventud y las niñas en las elecciones generales de Tanzania, garantizando que la agenda sobre los jóvenes y las niñas en particular se presentara correctamente a los políticos y que la asumieran en sus manifiestos, y animó y empoderó a las niñas en particular a participar en las elecciones generales. Esto implicó trabajar con la Fundación Paz Global en Tanzania y abogar por la participación pacífica durante los procesos electorales. En enero de 2017 participó y contribuyó a la 28.ª Cumbre de la UA centrada en la juventud con el tema "Aprovechar el dividendo demográfico mediante inversiones en la juventud". Participó en el panel de discusión “Innovación tecnológica: uso de las redes sociales para integrar la educación social y financiera” en la Reunión Global Aflatoun, Nairobi, Kenia. El objetivo fue en cómo diseñar iniciativas para jóvenes centrado en el avance tecnológico y el uso de nuevas redes sociales.
En noviembre de 2013, fue seleccionada por la Embajada de Estados Unidos en Tanzania, dependiente del Departamento de Estado de Estados Unidos, para asistir al Programa de Liderazgo para Visitantes Internacionales (IVLP) para jóvenes con potencial de liderazgo. Ganó el premio inaugural de exalumnos del IVLP en 2017 a la innovación social y el cambio, por su histórica victoria en el Tribunal Supremo.
Es conocida por su voz y compromiso en la promoción de los derechos y la participación de las mujeres jóvenes a nivel nacional, regional e internacional. En 2012 fue embajadora y coordinadora de la campaña nacional del gobierno a través de la Autoridad Educativa de Tanzania (TEA). El objetivo de la campaña era recaudar fondos para la construcción de albergues para niñas en ocho regiones de Tanzania y rescatar a aquellas que tenían que caminar largas distancias para llegar a la escuela o que tenían que abandonarla por completo.
En octubre de 2016 fue invitada a ser la conferenciante principal en la conmemoración mundial del Día Internacional de la Niña de UNICEF, Nueva York, EE. UU. Y fue galardonada con el Premio al Cambio Social, en reconocimiento al trabajo realizado por Rebeca y la Iniciativa Msichana, y ganar un caso judicial histórico en julio, el cual puso fin a las disposiciones legales que permitían el matrimonio infantil en el país.
Se reunió con Melinda Gates para hablar sobre la participación de las mujeres jóvenes en la agricultura a pequeña escala, los desafíos y las posibles soluciones en 2016.
Participa en diferentes campañas mundiales con el objeto de destinar recursos para iniciativas que trabajan en cuestiones relacionadas con las niñas. En noviembre de 2016, Girls not Brides, participó en la movilización de recursos para iniciativas contra el matrimonio infantil en el mundo. Gyumi se encuentra entre los nueve miembros en todo el mundo del comité asesor de UNICEF – UNFPA sobre el programa mundial para terminar con los matrimonios infantiles. Rebeca participa en diferentes campañas y organizaciones sociales como voluntaria y embajadora, defendiendo escuelas seguras y educación de calidad para los estudiantes de Tanzania.

## Reconocimientos
Ha sido reconocida a nivel nacional e internacional por su trabajo en la promoción de los derechos de los jóvenes y las niñas. En 2013 fue nominada a los Premios para jóvenes menores de 30 años de Tanzania en la categoría de impacto social.
Fue nombrada ganadora del premio a los objetivos globales de UNICEF 2016 por su trabajo en la promoción de los derechos de las niñas en Tanzania. Fue nombrada entre las Mujeres Africanas del Año 2016 por la revista New African Woman. Se convirtió en Global Shaper del Foro Económico Mundial y miembro del programa de Jóvenes Líderes de la Universidad de Ciudad del Cabo.
En 2017, fue la ganadora del Premio a la Innovación y Cambio Social en los Premios a exalumnos del Programa de Liderazgo para Visitantes Internacionales. También fue reconocida con los Premios Clouds Fm Malkia Wa Nguvu como Icono Inspiracional y estuvo nominada en los Premios Nueva Mujer Africana.
En 2018, ganó el Premio al joven triunfador en el certamen Mujeres de Tanzania con éxito y el Premio de Derechos Humanos de las Naciones Unidas. El 23 de noviembre de 2020 fue incluida en la lista de las 100 mujeres de la BBC.